# Szkeleton a 2002. évi téli olimpiai játékokon
A  2002. évi téli olimpiai játékokon a szkeleton versenyszámait a Utah Olimpic Parkban két futammal rendezték meg február 20-án.
A szkeleton 1948 után került be ismét a téli olimpia programjába.

## Éremtáblázat
(A rendező nemzet csapata eltérő háttérszínnel, az egyes számoszlopok legmagasabb értéke, vagy értékei vastagítással kiemelve.)
| A 2002. évi téli olimpiai játékok éremtáblázata szkeletonban | A 2002. évi téli olimpiai játékok éremtáblázata szkeletonban | A 2002. évi téli olimpiai játékok éremtáblázata szkeletonban | A 2002. évi téli olimpiai játékok éremtáblázata szkeletonban | A 2002. évi téli olimpiai játékok éremtáblázata szkeletonban | Olimpia  |
| ------------------------------------------------------------ | ------------------------------------------------------------ | ------------------------------------------------------------ | ------------------------------------------------------------ | ------------------------------------------------------------ | -------- |
|                                                              | Ország                                                       | Arany                                                        | Ezüst                                                        | Bronz                                                        | Összesen |
| 1.                                                           | Egyesült Államok (USA)                                       | 2                                                            | 1                                                            | 0                                                            | 3        |
| 2.                                                           | Ausztria (AUT)                                               | 0                                                            | 1                                                            | 0                                                            | 1        |
|                                                              |                                                              |                                                              |                                                              |                                                              |          |
| 3.                                                           | Nagy-Britannia (GBR)                                         | 0                                                            | 0                                                            | 1                                                            | 1        |
| 3.                                                           | Svájc (SUI)                                                  | 0                                                            | 0                                                            | 1                                                            | 1        |
|                                                              |                                                              |                                                              |                                                              |                                                              |          |
| Összesen                                                     | Összesen                                                     | 2                                                            | 2                                                            | 2                                                            | 6        |

## Érmesek
| A 2002. évi téli olimpiai játékok érmesei szkeletonban |                                       |         |                                          |         |                                     |         |
| Versenyszám                                            | Arany                                 | Arany   | Ezüst                                    | Ezüst   | Bronz                               | Bronz   |
| Férfi                                                  | Jimmy Shea · Egyesült Államok (USA)   | 1:41,96 | Martin Rettl · Ausztria (AUT)            | 1:42,01 | Gregor Stähli · Svájc (SUI)         | 1:42,15 |
| Női                                                    | Tristan Gale · Egyesült Államok (USA) | 1:45,11 | Lee Ann Parsley · Egyesült Államok (USA) | 1:45,21 | Alex Coomber · Nagy-Britannia (GBR) | 1:45,37 |